# Listasavn Føroya

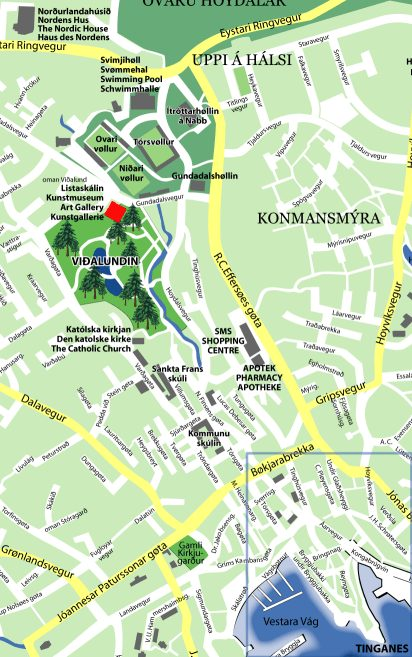
Stadtplan-Ausschnitt von Tórshavn, das Museum ist rot markiert.

Listasavn Føroya ist das Kunstmuseum der Färöer. Es befindet sich in der Inselhauptstadt Tórshavn und beherbergt die bedeutendste Sammlung färöischer Kunst. Architekt war J.P. Gregoriussen.
Das Museum wurde 1989 gegründet und besteht aus der Kunstgalerie Listaskáli, die seit 1970 existiert und der neuen Museumsgalerie von 1993 mit einer Grundfläche von 1.600 m². Es befindet sich am nördlichen Rand des Tórshavner Stadtparks und ist etwa fünf Minuten zu Fuß vom Haus des Nordens entfernt.
Neben der ständigen Ausstellung von Gemälden, Grafiken und Plastiken färöischer Künstler, gibt es hier regelmäßige Sonderausstellungen (auch internationaler Kunst) und Konzerte.
Das Kunstmuseum ist gleichzeitig Sitz der Kunstgesellschaft der Färöer, Listafelag Føroya. Einheimische und internationale Künstler haben hier überdies eine Grafikwerkstatt zur Verfügung.

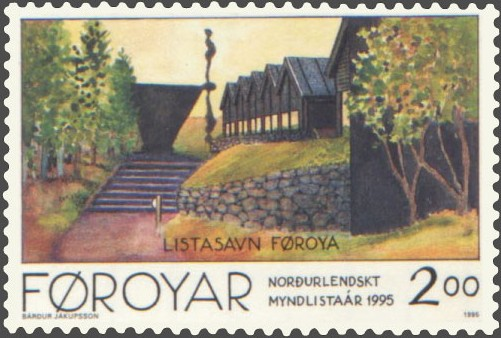
Das Kunstmuseum der Färöer. Briefmarke gestaltet von Bárður Jákupsson, dem ehemaligen Direktor (1995)

Geleitet wird das Museum als unabhängige Institution von einem vierköpfigen Gremium, wo die Landesregierung, die Kunstgesellschaft, der Künstlerverband und der Tórshavner Stadtrat mit je einer Person vertreten ist.
Siehe auch: Färöische Kunst